# Бајнум (Тексас)
Бајнум (енгл. Bynum) град је у америчкој савезној држави Тексас. По попису становништва из 2010. у њему је живело 199 становника.

## Демографија
Према попису становништва из 2010. у граду је живело 199 становника, што је 26 (11,6%) становника мање него 2000. године.
| Група             | 2000.       | 2010.       |
| Белци             | 187 (83,1%) | 174 (87,4%) |
| Афроамериканци    | 13 (5,8%)   | 2 (1,0%)    |
| Азијати           | 0 (0,0%)    | 0 (0,0%)    |
| Хиспаноамериканци | 24 (10,7%)  | 21 (10,6%)  |
| Укупно            | 225         | 199         |